# Wobbegongs
Wobbegongs, ook wel bakerhaaien genoemd, (Orectolobidae) zijn een familie van haaien die herkend kunnen worden aan de huidkleppen rond de snuit en het distinctieve kleurenpatroon van donkere zadels en witte ringen op een geel aan groenachtig-bruine ondergrond. De grootste soort uit de familie bereikt een lengte van ongeveer 3 meter. De kleinere bereiken een lengte van een halve meter.
Aangenomen wordt dat de naam Wobbegong afkomstig is uit een taal van de Aboriginals en "harige baard" zou betekenen omdat er een soort baardgroei rond de mond waarneembaar is.
De Wobbegongfamilie bestaat uit drie geslachten en minstens twaalf soorten.

## Voedsel
Wobbegongs jagen doorgaans 's nachts. Prooi bestaat uit vissen, maar ook rivierkreeften, krabben en octopussen. Hierbij zuigt hij uiteindelijk zijn prooi naar binnen.

## Leefgebied
De Wobbegongs zijn zoutwatervissen. De vis prefereert een gematigd klimaat en leeft hoofdzakelijk in de Indische Oceaan rond de westkust van Australië. De diepteverspreiding is 0 tot 110 m onder het wateroppervlak, waarbij sommige ondersoorten niet verder komen dan 40 meter of 70 meter diep.

## Relatie tot de mens
Wobbegongs zijn voor de visserij van geen belang. In de hengelsport wordt er weinig op de vissen gejaagd. Wobbegongs eten bovendien geen mensen. Wel kunnen ze eventueel verwondingen aan mensen toe brengen.

## Geslachten
- Eucrossorhinus Regan, 1908
- Orectolobus Bonaparte, 1834
- Sutorectus Whitley, 1939